# Луций Волузий Сатурнин (консул-суффект 12 года до н. э.)
Лу́ций Волу́зий Сатурни́н (лат. Lucius Volusius Saturninus; умер в 20 году) — древнеримский военный и политический деятель из плебейского рода Волузиев, консул-суффект 12 года до н. э.

## Биография
По усыновлению Луций принадлежал к старинному плебейскому преторскому роду, сын Квинта Волузия (префекта в 51—50 годах до н. э.) и тёти императора Тиберия, Клавдии.
С 13 года до н. э. Луций состоял в жреческой коллегии септемвиров эпулонов. В 12 году до н. э. он назначен на должность консула-суффекта. В 11 году или позднее был наделён цензорскими полномочиями для проверки декурий всадников.
Известно, что в 7—6 годах до н. э. он исполнял обязанности проконсула Африки, а в 4—5 годах Сатурнин служил императорским легатом в Сирии.
Луций скончался в 20 году, владея к этому времени большим, но законно нажитым, состоянием.